# صدف‌های چروک خاردار
صدف‌های چروک خاردار (نام علمی: Spondylus) نام یک سرده از راسته چروک‌صدف‌سانان است.